# Семейство Фейбълман
„Семейство Фейбълман“ (на английски: The Fabelmans) е американска драма от 2022 г. на режисьора и продуцента Стивън Спилбърг, който е съсценарист със Тони Кушнър (който също е продуцент на филма). Във филма участват Гейбриъл Лабел, Мишел Уилямс, Пол Дано, Сет Роугън и Джъд Хърш. Филмът е посветен на спомените за истинските родители на Спилбърг – Лий Адлър и Арнолд Спилбърг.
Премиерата на филма се състои в Международния филмов фестивал във Торонто на 10 септември 2022 г, където печели наградата „Изборът на публиката“, по-късно е пуснат за органичено издание по кината от „Юнивърсъл Пикчърс“ в Съединените щати на 11 ноември 2022 г., преди да е пуснат по кината на 23 ноември 2022 г.

## Актьорски състав
- Гейбриъл Лабел – Сами Фейбълман
  - Матео Зориьон Францис-ДеФорд – Сами като малък
- Мишел Уилямс – Мици Фейбълман, майка на Сами
- Пол Дано – Бърт Фейбълман, баща на Сами и компютърен инженер
- Сет Роугън – Бени Лоуи, най-добрият приятел и колега на Бърт, който става сурогантен чичо на Сами
- Джъд Хърш – Чичо Борис, старият чичо в страната на Мици от семейството
- Джийни Бърлин – Хадаш Фейбълман, бабата на Сами в страната на Бърт от семейството
- Джулия Бътърс – Реджи Фейбълман – първата малка сестра на Сами
  - Бърди Бория – Реджи като малка
- Робин Бартлет – Тина Шайлдкраут, бабата на Сами в страната на Мици от семейството
- Кийли Карстън – Натали Фейбълман, втората малка сестра на Сами
  - Алина Брейс – малката Натали
- Оукс Фегли – Чад Томас, побойникът на Сами
- Гейбриъл Бейтман – Роджър, приятел на Сами от детинство и член на скаутската трупа на Сами, който гледа филми със семейството си
- Никълъс Канту – друг член на скаутската трупа на Сами, който му помага да създаде филми
- Купър Додсън – Тюрки, приятел на Сами от детинство и член на скаутската трупа на Сами, който му помага да създаде филми
- Лейн Фактър – друг член на скаутската трупа на Сами, който му помага да създаде филми
- Густаво Ескобар – Сал, друг член на скаутската трупа на Сами, който му помага да създаде филми
- София Копера – Лиса Фейбълман, третата малка сестра на Сами
- Джонатан Хадари – роднина на семейството
- Дейвид Линч – Джон Форд
- Джан Хоуг – Нона
- Сам Рехнър – Логън Хол
- Клоуи Ийст – Моника Шерууд
- Калама Епщайн – Бари
- Чандлър Ловел – Рене
- Стивън Матю Смит – Анджело
- Грег Грънберг – Бърни Фейн
- Бринли Марум – Джанет Бенедикт
- Алекс Куиджано – Треньор
- Джеймс Урбаниак – Директор

## Производство

### Снимачен процес
Снимачния процес започва в средата на коронавирусната пандемия в Лос Анджелис през юли 2021 г.

### Музика
Музиката е композирана от Джон Уилямс, който отбелязва 29-тото си сътрудничество със Спилбърг. На 23 юни 2022 г., Уилямс каза, че този филм и петия филм за „Индиана Джоунс“ ще са двата последни филма, който ще ги композира преди пенсионирането си.

## В България
В България филмът е излъчен по кината на 2 декември 2022 г. от „Форум Филм България“.